# هارولد جون فرازير
هارولد جون فرازير هو سياسي كندي، ولد في 26 أبريل 1893، وتوفي في 1 سبتمبر 1975. انتخب عضو المجلس التشريعي في ساسكاتشوان.